# Élection pontificale de 1145
L'élection pontificale de 1145 se déroule le 15 février 1145, juste après la mort du pape Lucius II et aboutit à  l'élection du moine de l'abbaye de Clairvaux Bernardo Paganelli di Montemagno qui devient le pape Eugène III.

## Sources
- (en) Cet article est partiellement ou en totalité issu de l’article de Wikipédia en anglais intitulé « Papal election, 1145 » (voir la liste des auteurs).
- (en) Sede Vacante de 1145 - Université de Nothridge - État de Californie - John Paul Adams - 1er septembre 2014